# Tixcocoba maya
Genre
Espèce
Tixcocoba maya, unique représentant du genre Tixcocoba, est une espèce d'araignées aranéomorphes de la famille des Clubionidae.

## Distribution
Cette espèce est endémique du Mexique. Elle se rencontre au Campeche et au Yucatán.

## Description
La femelle holotype mesure 3,3 mm et le mâle paratype 3,2 mm.

## Publication originale
- Gertsch, 1977 : Report on cavernicole and epigean spiders from the Yucatan peninsula. Association for Mexican Cave Studies Bulletin, vol. 6, p. 103-131 (texte intégral).